# Vepr-12
Vepr-12 (tiếng Nga: Вепрь-12) là loại súng shotgun bán tự động được thiết kế và chế tạo tại nhà máy cơ khí Molot tại Vyatskie Polyany, Kirov Oblast, Nga. Đây là loại shotgun bán tự động sử dụng thiết kế của RPK-74. Nó được phát triển chủ yếu dành cho thị trường dân sự để sử dụng trong thể thao và tự vệ nhưng cũng được sử dụng bởi các lực lượng thi hành công vụ, Vepr-12 cũng được dùng cho việc xuất khẩu.

## Thiết kế
Vepr-12 sử dụng cơ chế nạp đạn bằng khí nén, thoi nạp đạn xoay với hệ thống trích khí dài và ống trích khí nằm ở phía trên nòng súng. Hệ thống trích khí của súng sẽ tự điều tiết mà không cần điều chỉnh bằng tay khi sử dụng các loại đạn khác nhau. Hệ thống an toàn của súng giống các khẩu AK với một cần khóa an toàn nằm phía bên trái súng. Khe nhả vỏ đạn của súng sẽ được giữ mở khi súng hết đạn.
Hệ thống nhắm cơ bản của súng là điểm ruồi, súng có thanh răng trên thân để gắn các hệ thống nhắm thích hợp. Nòng súng có tích hợp bộ phận chống chớp sáng cố định hay có thể tháo ra tùy mẫu. Báng súng dạng khung có thể gấp sang một bên để tiết kiệm không gian khi di chuyển. Trên thân súng và ốp lót tay có thanh răng để gắn các hệ thống hỗ trợ tác chiến. Súng có thể dùng chung hộp đạn với Saiga-12 nhưng hộp đạn của Vepr-12 lại không thể dùng cho Saiga-12.

## Biến thể
- ВПО-205-00: Mẫu cơ bản.
- ВПО-205-01: Mẫu thể thao có bộ phận chống giật đầu nòng gắn cố định và có thể bắn khi báng gấp.
- ВПО-205-02: Mẫu dùng để thi đấu với nòng dài có bộ phận chống giật.
- ВПО-205-03: Mẫu cho quân đội có chế độ bắn tự động.